# Göran Waxberg
Göran Waxberg   (Kolbäck, 23 de maig de 1919 - Höganäs, 17 de gener de 2007) fou un atleta suec, especialista en el decatló, que va competir durant la dècada de 1940. En el seu palmarès destaca una medalla de bronze en la prova del decatló del Campionat d'Europa d'atletisme de 1946, en finalitzar rere Godtfred Holmvang i Serguei Kuznetsov. També guanyà set campionats nacionals, quatre de decatló, de 1942 a 1945, i tres de pentatló, de 1943 a 1945. També aconseguí el rècord nacional de pentatló.

## Millors marques
- decatló. 7.008 punts (1943)[3]